# Остров Пушкарёва
О́стров Пушкарёва — остров в Восточно-Сибирском море в составе Медвежьих островов, административно относятся к Якутии.

## Расположение
Расположен в 70 километрах к северо-востоку от материка, в 150 километрах к северу от устья Колымы. Самый северный остров группы. В 27 километрах к западу от него расположен остров Крестовский, в 6,5 километрах к югу через Северный пролив — остров Леонтьева.

## Описание
Четвёртый по размеру остров группы, 7,5 километра в длину и до 2,7 километра в ширину. Имеет вытянутую с юга на север форму с узким длинным полуостровом в юго-восточной части. Берега довольно крутые, до 17 метров на севере, отлого склоняющиеся к врезанным в них небольшим бухтам. На острове находятся три возвышенности, высотой 87 метров на севере, 53 метра в центральной части и 39 метров на юго-восточном полуострове. На последней возвышенности расположен маяк Огонь Пушкарёва. С центральной сопки к восточному берегу стекает небольшой заболоченный ветвистый ручей. По всему острову — редкие каменистые россыпи.
Согласно «ЭСБЕ», Животных, кроме мышей, нет, хотя иногда, через остров Крестовский, сюда заходят животные с материка.

### Близлежащие малые острова
- Остров Андреева — небольшой гранитный остров в 2 километрах к западу от острова Пушкарёва.

## История
Хотя остров были обнаружен ещё в 1710 году казаком Яковом Пермяковым, плывшим по Ледовитому морю из Лены в Колыму, на карту его нанесли в 1769 прапорщики геодезии Иван Леонтьев, Иван Лысов и Алексей Пушкарёв, прошедшие сюда по льду на собачьих упряжках из Нижнеколымска. В честь одного из них и был назван остров.